# Linum grandiflorum
Espèce
Classification phylogénétique
Linum grandiflorum, le lin à grandes fleurs, est une espèce de plantes à fleurs de la famille des Linaceae. C'est un lin méridional à grandes fleurs rouge brillant. D'une hauteur de 40 cm, cette espèce est très facile à cultiver et donne toute satisfaction par sa longue floraison. Elle est d'origine africaine.
Son semis se fait d'avril à juillet.

## Synonymes
(d'après ITIS)
- Linum grandiflorum var. rubrum hort.
- Adenolinum grandiflorum (Desf.) W.A. Weber